# Ingalls, Kansas
Ingalls là một thành phố thuộc quận Gray, tiểu bang Kansas, Hoa Kỳ. Năm 2010, dân số của xã này là 306 người.